# SpamAssassin
SpamAssassin — программное обеспечение для фильтрации спама, основанное на взаимодействии ключевых компонентов — оценочного сервиса, транспортного агента и базы шаблонов писем.
SpamAssassin использует байесовскую фильтрацию, обработку DNSBL, Sender Policy Framework, DomainKeys, DKIM, Razor и другие методы распознавания спама.
Является проектом верхнего уровня в Apache Software Foundation.

## Режимы работы
SpamAssassin написан на языке Perl (модуль Mail::SpamAssassin в CPAN). Обычно он используется для фильтрации входящей почты одному или нескольким пользователям. Он может быть запущен как отдельное приложение, как часть другой программы, либо как клиент (spamc), который взаимодействует с демоном (spamd). Последний способ имеет более высокое быстродействие, но в некоторых условиях может создать угрозу для безопасности.

## Использование
SpamAssassin поставляется с большим набором правил, которые определяют, какие письма являются спамом, а какие нет. Большинство правил основано на регулярных выражениях, которые сопоставляются телу или заголовку сообщения, но SpamAssassin также использует и другие методики. В документации SpamAssassin эти правила называются «tests».
Каждый тест имеет некоторую «стоимость». Если сообщение успешно проходит тест, эта «стоимость» добавляется к общему баллу. Стоимость может быть положительной или отрицательной, положительные значения называются «spam», отрицательные «ham». Сообщение проходит через все тесты, подсчитывается общий балл. Чем выше балл, тем больше вероятность, что сообщение является спамом.
У SpamAssassin'а есть настраиваемый порог, при превышении которого письмо будет классифицировано как спам. Обычно порог таков, что письмо должно подойти по нескольким критериям; срабатывания только одного теста недостаточно для превышения порога.

### sa-compile
sa-compile — утилита, поставляемая со SpamAssassin начиная с версии 3.2.0. Она компилирует набор правил SpamAssassin в детерминированный конечный автомат, что позволяет более эффективно использовать процессор.

### Тестирование SpamAssassin
Тестируют SpamAssassin стандартной сигнатурой GTUBE.